# 伊犁伊宁国际机场
伊犁伊宁国际机场（維吾爾語：ئىلى غۇلجا خەلقئارا ئايروپورتى‎，拉丁维文：ili ghulja xelq'ara ayroporti）是一座位於位於新疆维吾尔自治区伊犁哈萨克自治州伊宁市的民用機場，隶属于新疆机场（集团）有限责任公司。伊宁机场于1936年興建，先后使用“伊犁航空站”、“民用航空伊宁站”、“民航乌鲁木齐管理局伊宁机场”、“新疆机场（集团）有限责任公司伊宁机场”、“新疆机场（集团）有限责任公司伊宁（那拉提）机场”等名称；2024年6月6日民航局批准伊宁机场更名为伊犁伊宁国际机场。2009年伊宁机场和那拉提机场合并运行。  2023年該機場之旅客流量為1,775,429人次。

## 航空公司与航点
2025年夏秋航季（3月30日至10月25日），开通运营航线53条，通航城市31个。
| 航空公司     | 目的地                                                                               |
| ------------ | ------------------------------------------------------------------------------------ |
| 春秋航空     | 蘭州、鄭州、西安、成都/天府                                                          |
| 中国国际航空 | 克拉玛依-北京/首都、成都/天府                                                        |
| 中国南方航空 | 乌鲁木齐、成都/天府、南京、庫爾勒-北京/大興、西安                                    |
| 中国東方航空 | 西安、成都/天府、南京-乌鲁木齐                                                       |
| 四川航空     | 成都/天府                                                                            |
| 重庆航空     | 重慶                                                                                 |
| 青岛航空     | 南京-蘭州                                                                            |
| 烏魯木齊航空 | 鄭州                                                                                 |
| 首都航空     | 西安                                                                                 |
| 成都航空     | 于田-奇台、莎车、阿克蘇、塔城-阿勒泰、庫車、和田、吐鲁番、成都/双流、福州-武汉       |
| 華夏航空     | 喀什、哈密、庫爾勒-阿拉尔、庫車、克拉玛依、塔城-阿勒泰、阿克蘇、和田、莎车、图木舒克 |
| 天津航空     | 乌鲁木齐                                                                             |
| 吉祥航空     | 上海/浦东（2025年6月20日開辦）                                                       |
| 飛獅航空     | 阿拉木图                                                                             |